# Автошлях Т 1306
Автошля́х Т 1306 — автомобільний шлях територіального значення в Луганській області. Проходить територією Сіверськодонецького та Щастинського районів через Сіверськодонецьк — Новоайдар. Загальна довжина — 37,1 км.

## Маршрут
Автошлях проходить через такі населені пункти:
| Автошлях Т 1306          |     |
| Луганська область        |     |
| Сіверськодонецький район |     |
| Сіверськодонецьк         |     |
| Смолянинове              |     |
| Щастинський район        |     |
| Новоохтирка              |     |
| Новоайдар                | Н21 |